# Letiště Düsseldorf
Mezinárodní letiště Düsseldorf (IATA: DUS, ICAO: EDDL) se nachází 9 km od centra Düsseldorfu, hlavního města německé spolkové země Severního Porýní-Vestfálska. Po letišti ve Frankfurtu a Mnichově je Düsseldorf třetím největším letištěm v Německu; v roce 2017 odbavilo 24,5 milionu cestujících. Je centrem společnosti Eurowings a hlavním hubem několika dalších leteckých společností. Letiště má tři terminály pro cestující, dvě přistávací dráhy a může obsluhovat širokotrupé letouny včetně Airbusu A380.

## Historie
První leteckou událostí v okolí letiště bylo přistání zepelínu LZ 3 3 km jižně od současného letiště. 19. dubna 1927 bylo po dvou letech stavby letiště otevřeno. Společnost Lufthansa otevřela pravidelné lety do Berlína, Hamburku, Kolína nad Rýnem a do Ženevy. Před druhou světovou válkou byl civilní provoz na letišti ukončen a od roku 1939 sloužilo německé Luftwaffe.
Po válce bylo letiště pro veřejnost opět otevřeno v roce 1948. Pravidelné lety do Londýna zde začala provozovat společnost British European Airways. V roce 1950 došlo k prodloužení hlavní ranveje na 2 475 m.
V roce 1964 byla zahájena výstavba nového terminálu a v roce 1969 došlo k opětovnému prodloužení hlavní dráhy na 3 000 m.
V roce 1947 byl otevřen nový centrální terminál a terminál B, o rok později byla zahájena výstavba železnice, spojující letiště s Düsseldorfským hlavním nádražím, která byla dokončena v roce 1977.
V roce 1986 byl otevřen terminál C a v roce 1992 byla postavena druhá ranvej.
11. dubna 1997 vypukl na letišti požár, během něhož zahynulo 17 lidí. Oprava terminálu trvala tři roky a stála vládu více než sto milionů .
V roce 2000 bylo otevřeno Düsseldorfské letištní nádraží s kapacitou 300 vlaků denně a v roce 2001 byly otevřeny nové odbavovací haly terminálu B.

## Vybavení
Letiště je napojeno na letiště A44, nacházejí se zde 2 nádraží. Lety jsou naváděny na dvě vzletové a přistávací dráhy do tří mezinárodních a jednoho domácího terminálu. Kontrolní věž prošla v roce 2007 rekonstrukcí, moderní je i letištní hotel, VIP salonek a velká budova parkovišť.
Stojánka je schopna pojmout 107 letadel, přistávací dráhy jsou schopny přijmout i letadla typu Airbus A380 nebo Antonov An-225.

### Letištní časopis
Das Magazin je časopis pro návštěvníky letiště, který informuje o nových leteckých společnostech, nových destinacích, různých bonusech, ale i samotném letišti a jeho okolí. Das magazin je k dostání v mnoha letištních obchodech zdarma, nebo také za předplatné.

## Galerie

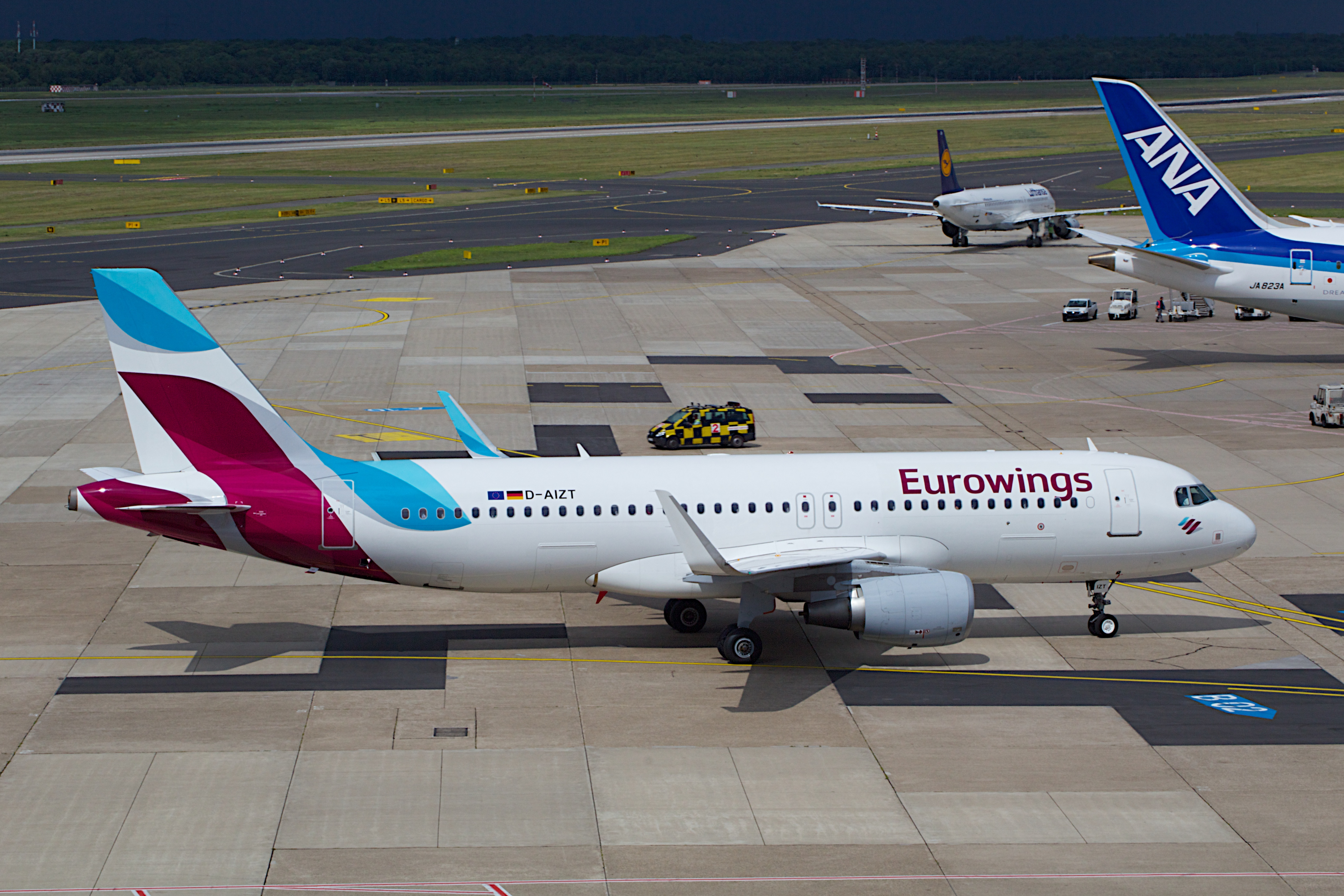
Mezinárodní letiště Düsseldorf - základna Eurowings
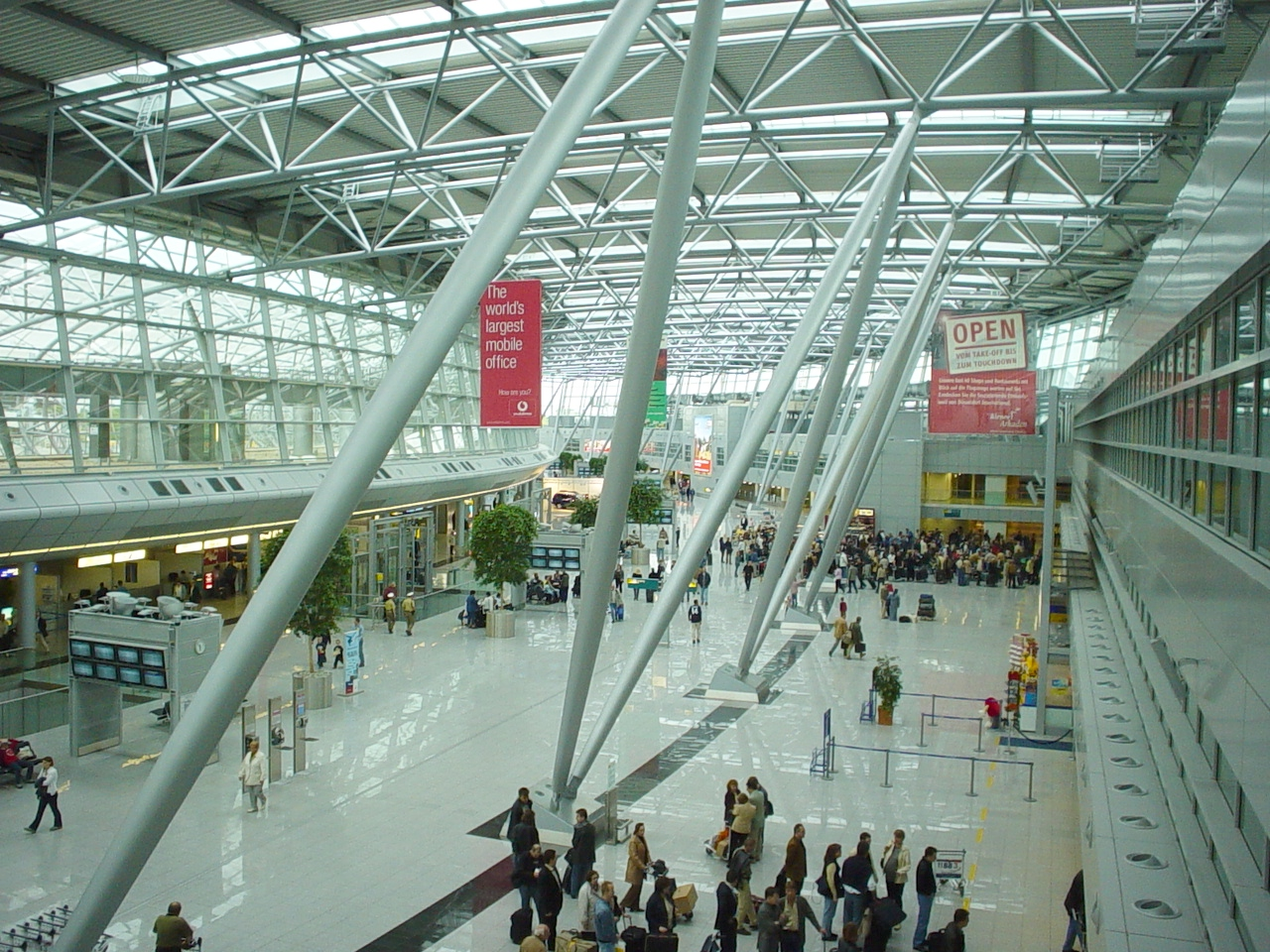
Interiéry letiště
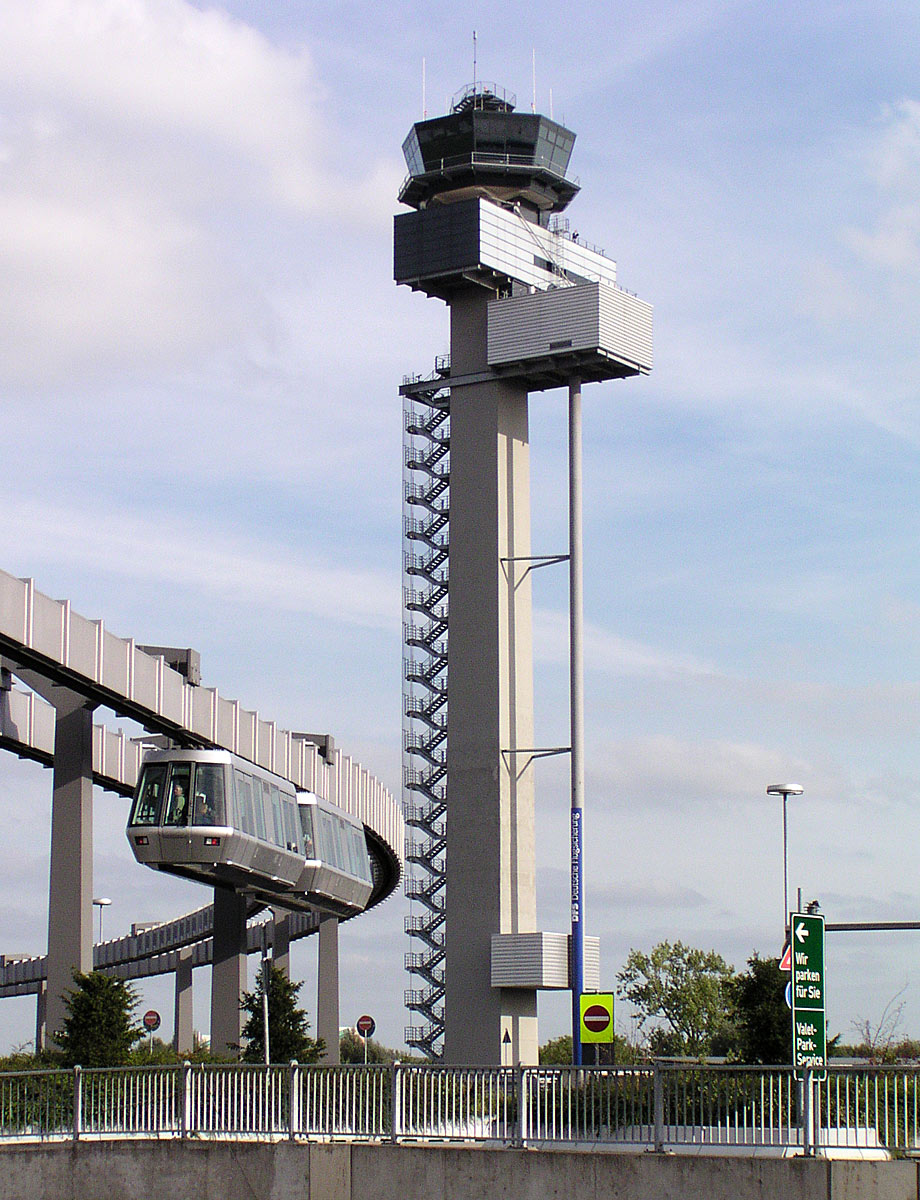
Kabinková lanová dráha a kontrolní věž
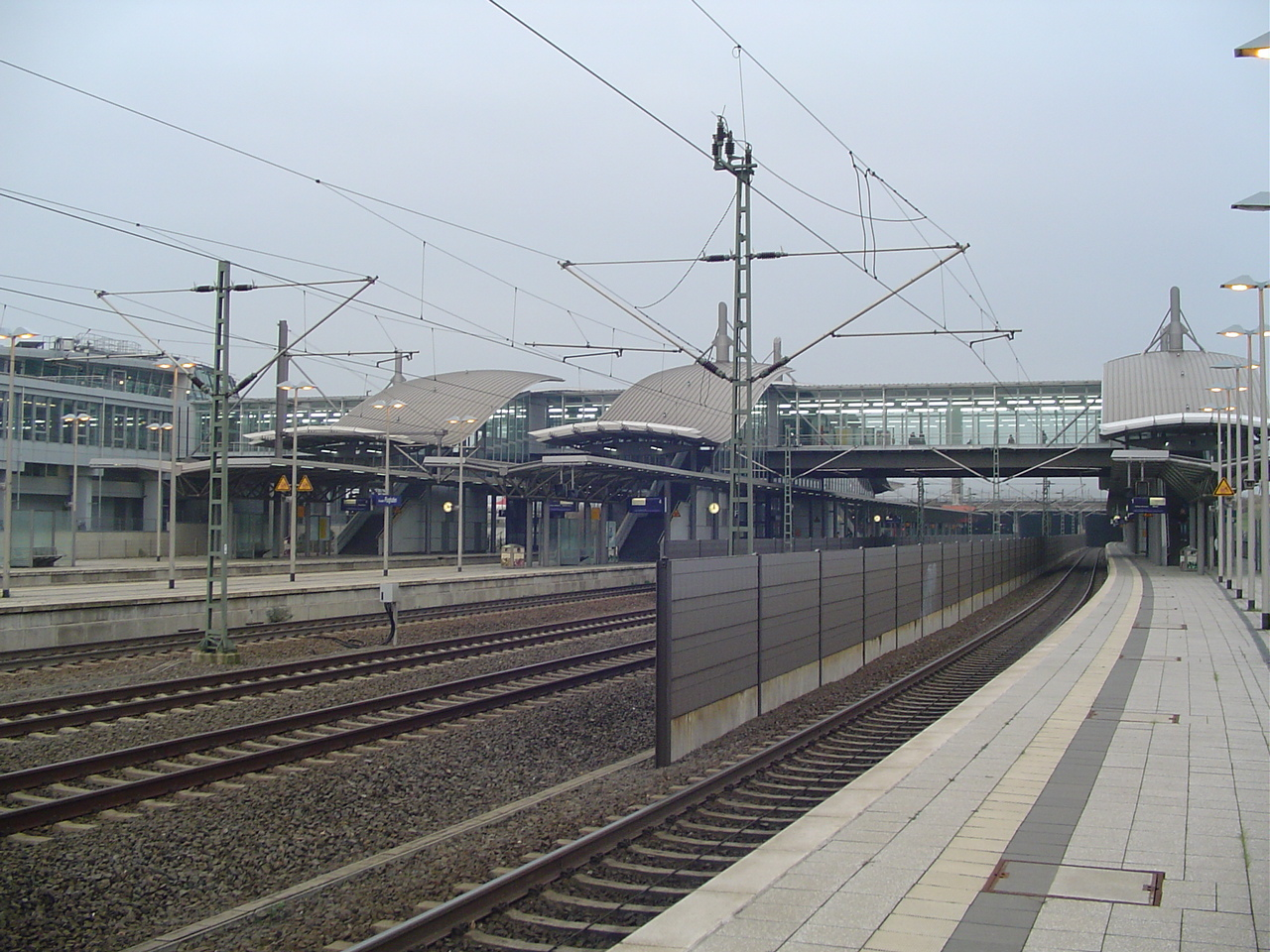
Vlakové nádraží